# Белитунг (округ)

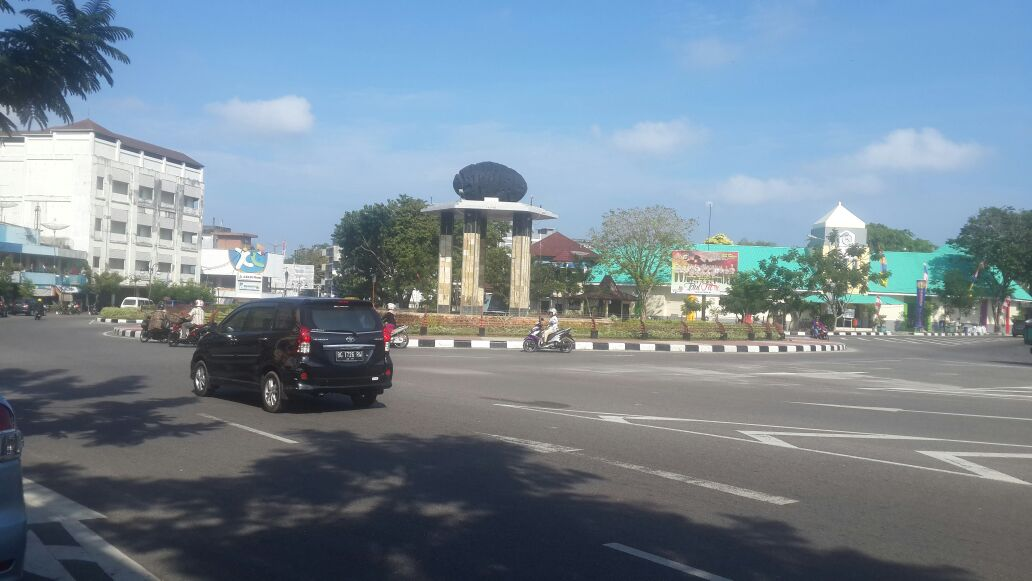
В центре города Танджунгпандан.

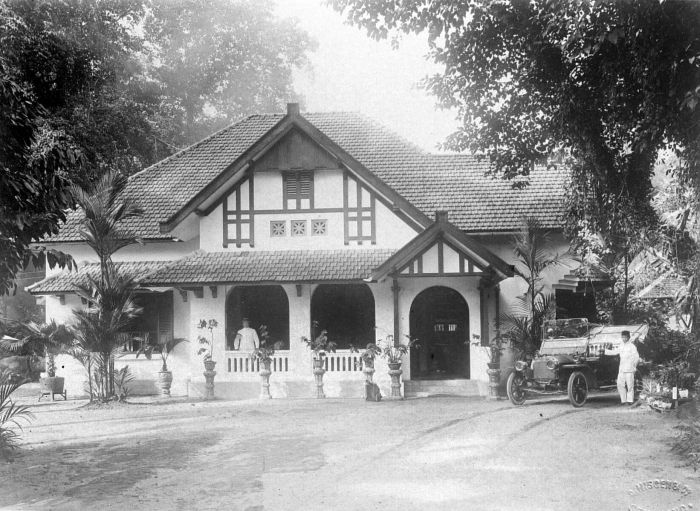
Дом местного управляющего, фото колониальных времён.

Белитунг (индон. Belitung) — один из двух округов острова Белитунг, в провинции Банка-Белитунг, Индонезия. Административный центр — Танджунгпандан. Население — 161 706 чел. (2017).

## География
Округ занимает западную половину острова Белитунг. На севере округ омывается водами Южно-Китайского моря, на юге — Яванского моря, на западе — пролива Гаспар. На востоке граничит со вторым округом острова — Восточным Белитунгом.
Общая площадь, занимаемая округом — 2293,69 км². Сюда входят, помимо территории на острове Белитунг, также 98 мелких окрестных островков.
Климат в Белитунге — тропический, влажный. Количество осадков по месяцам колеблется, достигая 691,6 мм (декабрь 2006 г.). По данным того же 2006 года, среднемесячная температура в течение года изменялась в диапазоне от 24,0 до 27,9 °C, влажность воздуха — от 81% до 92%, атмосферное давление — от 1009,1 до 1011,8 мбр.
Средняя высота над уровнем моря — около 500 м. Наивысшая точка — гора Гунунг Таджам (индон. Gunung Tajam — букв. гора Острая). На побережье имеются многочисленные пляжи. Основные породы — кварц и гранит. Местность холмистая, с изгибами рек, начинающихся в глубине острова и стекающих в океан.

## Административное деление
В административном плане округ делится на 5 муниципалитетов:
| Округ          | Площадь, км² | Процент |
| -------------- | ------------ | ------- |
| Мембалонг      | 909,55       | 39,65   |
| Танджунгпандан | 378,448      | 16,50   |
| Бадау          | 458,2        | 19,95   |
| Сиджук         | 413,992      | 18,05   |
| Селат Насик    | 133,5        | 5,82    |

## Население
Распределение населения по муниципалитетом выглядит следующим образом:
| Округ          | Численность | Плотность (чел./км²) |
| -------------- | ----------- | -------------------- |
| Мембалонг      | 23 904      | 26,28                |
| Танджунгпандан | 89 889      | 237,52               |
| Бадау          | 13 461      | 29,38                |
| Сиджук         | 28 559      | 68,98                |
| Селат Насик    | 5893        | 44,14                |

Всего — 82 197 мужчин и 79 509 женщин (в сумме — 161 706 чел.); коэффициент соотношения полов — 1,03. Превышение численности мужчин над численностью женщин наблюдается во всех пяти районах Белитунга; такая картина в целом характерна для Индонезии.

## Религия
Что касается религиозной принадлежности жителей округа, то основной конфессией в Белитунге является ислам. Также есть протестанты, католики, индуисты и буддисты.
| Округ   | Ислам   | Католицизм | Протестантизм | Индуизм | Буддизм | Конфуцианство | Итого   |
| ------- | ------- | ---------- | ------------- | ------- | ------- | ------------- | ------- |
| Мужчины | 75 440  | 556        | 1294          | 403     | 4462    | 2942          | 82 197  |
| Женщины | 72 888  | 1306       | 544           | 355     | 4372    | 44            | 79 509  |
| Всего   | 148 328 | 2600       | 1100          | 758     | 8834    | 86            | 161 706 |

## Экономика и социальная сфера
В Белитунге развита добыча оловянной руды, каолина, кварца, строительного песка, гранита. Активно развивается сфера туризма: если в 2007 году Белитунг посетили 24,6 тыс. чел., то в 2010 — уже 50,5 тыс., в 2013 году — 131 542 чел. Правда, большинство туристов по-прежнему составляют жители Индонезии, на долю иностранцев приходится менее 3% от общего числа приезжих.
Основные статьи экспорта: пальмовое масло, железная руда, каолин, рыба, оловянная руда.
В Белитунге работают две больницы.
Транспортное сообщение с другими провинциями страны осуществляется по воде и по воздуху.